# Dolor Barreira
Dolor Uchôa Barreira (Solonópole, 13 de abril de 1893 - Fortaleza, 30 de junho de 1967), foi um advogado, historiador, pesquisador e professor brasileiro.

## Biografia
Filho de Alfredo Lopes Barreira e Antônia Uchoa Barreira, estudou no Colégio São José, dos Beneditinos, na serra do Estevão (Quixadá) e no Liceu do Ceará. Tornou-se bacharel em direito pela Faculdade de Direito do Ceará (turma de 1914). Dedicou-se à advocacia, consagrando-se como um dos melhores advogados cearenses.
Membro da Ordem dos Advogados do Brasil e do Instituto dos Advogados. Procurador dos Feitos da Fazenda Estadual, Secretário da Escola Normal, Professor de Direito Civil da Faculdade pela qual se formou.
Desde jovem, dedicou-se à pesquisa, recolhendo informações que lhe permitiram escrever a magnífica História da Literatura Cearense, em 4 volumes, focalizando a atividade e os principais escritores e poetas até 1917. Membro efetivo do Instituto do Ceará. Membro da Academia Cearense de Letras (cadeira n° 34, patrono: Samuel Felipe de Sousa Uchoa).
Colaborou nas revistas da Academia Cearense de Letras, Instituto do Ceará, Faculdade de Direito do Ceará, “Ceará Judiciário”, “Revista do Direito”, “Crítica Judiciária” e outras. 

## Obras
- História da Literatura Cearense (1954),[8]
- Investigação da Maternidade Ilegítima (1935);
- Assinatura Falsa Perícia de Letras;
- Da Causa nas Cambaias;
- O Artigo 1586 do Código Civil e a sua Inteligência;
- A Condição Jurídica do Filho Adulterino;
- O Direito de Ildefonso Albano;
- Clóvis Beviláqua.

## Homenagens
- A Biblioteca Pública Municipal Dolor Barreira leva o nome do escritor.[9]
- Uma avenida em Fortaleza foi nomeada em homenagem ao jurista.[10]
- Um Fórum em Fortaleza, homenageia o renomado escritor.[11]
- O Fórum da Comarca de Irauçuba leva o nome do jurista: Fórum Professor Dolor Barreira.